# Điện Biên (provincie)
Điện Biên (uitspraak: /ɗḭɜn21 ɓiɜn33/) is een provincie van Vietnam in de noordelijke regio van het land. De hoofdstad Điện Biên Phủ (die bekend is geworden door de slag van Điện Biên Phủ) ligt op 474 km van Hanoi.

## Districten
- Muong Lay (stad, vroeger Lai Châu)
- Tủa Chùa, Tuần Giáo, Điện Biên Đông, Muong Lay, Mương Nhé en Điện Biên

## Transport
De hoofdstad Điện Biên Phủ stat in verbinding met Hanoi via de nationale wegen nummers 279 en 6. De weg nummer 12 verbindt Điện Biên Phủ met de haven van Ma Lu Thang (cửa khẩu Ma Lu Thàng) in Lai Chau 195 km verder en de weg nummer 279 gaat naar de haven van Tay Trang (cửa khẩu Tây Trang) 117 km verder. Hiernaast is er in Điện Biên Phủ een vlieghaven met verbindingen in de sector Hanoi-Điện Biên Phủ-Vientiane-Luang Prabang.

## Geschiedenis
Dien Bien is gecreëerd in 2004 uit de splitsing van Lai Chau in twee langs de Zwarte Rivier (sông Đà): het noorden werd Lai Châu en het zuiden werd Dien Bien.